# Lajja
Pour plus de détails, voir Fiche technique et Distribution.
Lajja (लज्जा) est un film indien, réalisé par Rajkumar Santoshi, sorti en 2001.
Le film relate la fuite éperdue de Vaidehi à travers l'Inde rurale où elle découvre le triste sort réservé aux femmes.

## Synopsis
Vaidehi (Manisha Koirala) est venue vivre à New York avec Raghu (Jackie Shroff), mari violent qui la trompe allègrement et l'encourage à faire de même. Lorsqu'elle lui fait part de son indignation, il la renvoie en Inde, estimant qu'elle ne lui laisse pas suffisamment de liberté et qu'elle n'est pas dans « l'air du temps ». De retour parmi les siens, Vaidehi est accablée de reproches et tous lui recommandent de retourner auprès de son époux. Pendant ce temps, celui-ci apprend qu'un récent accident l'a rendu stérile et que sa femme est enceinte. D'un cynisme sans égal, il l'appelle et présente ses excuses, projetant en réalité de garder l'enfant et de se « débarrasser » de Vaidehi. Alors que cette dernière est sur le point de tomber dans le piège et de le rejoindre, elle est informée des sombres projets de son époux, qui a déjà envoyé sur place deux de ses hommes de main pour s'assurer de son retour. Vaidehi parvient néanmoins à se soustraire à leur surveillance et à s'enfuir. N'ayant désormais plus nulle part où aller l'esprit tranquille, elle se réfugie dans le premier train. Sur sa route, elle croise plusieurs personnages.
Le premier, Raju (Anil Kapoor), est un petit voleur qui l'aide alors qu'elle est traquée. Peu de temps après, Vaidehi se dissimule parmi les convives d'un mariage où elle retrouve Raju. Lors de la cérémonie, les parents du futur époux multiplient les humiliations et les demandes de dot exorbitante aux parents de la fiancée, Maithili (Mahima Chaudhry). Vaidehi et Raju font tout leur possible pour l'aider et Raju extrait de son butin la somme manquant pour la remettre, à son insu, au père de Maithili. Alors que l'union est sur le point d'être célébrée, l'origine de l'argent est découverte : le père de Maithili est traité de voleur et celle-ci accusée d'avoir une relation avec Raju sur la foi d'un amoureux éconduit et ivre. Outrée par tant d'humiliations, la jeune fille met fin d'elle-même au mariage et renvoie l'assemblée présente, malgré l'effondrement de son père. C'est un acte de courage et d'affirmation qui ne manque pas d'émouvoir Vaidehi. Avant qu'ils ne se séparent, Raju demande à Vaidehi de remettre une lettre à sa mère, installée dans un petit village. Hélas, Vaidehi est rattrapée par Raghu qui la menace ouvertement si elle tente de faire appel à la justice. Elle parvient encore à s'enfuir et se rend dans le village de la mère de Raju.
En arrivant sur place elle est reçue par le directeur d'une troupe de théâtre, Purshotam (Tinnu Anand), mari possessif et jaloux de sa très jeune épouse. Elle fait la connaissance de Janki (Madhuri Dixit) une actrice libre, déterminée, peu conventionnelle et qui connaît un passage alcoolique. Janki prône la parité hommes-femmes et, tout comme Vaidehi, elle est enceinte de deux mois. Son amant, Manish (Samir Soni), a décroché un rôle dans une série télévisée à Delhi et il a promis à Janki de l'épouser et qu'ils partiraient ensemble. Mais Purshotam est également amoureux de Janki ; il laisse entendre à Manish qu'il a une relation avec elle et que la naissance d'un enfant serait une entrave à sa carrière. De plus, convoitant la récompense promise par Raghu, il dénonce Vaidehi. Mais, apprenant le danger qui menace son amie, Janki décide qu'elle sera du voyage pour Delhi. Cependant, Manish demande à la comédienne d'avorter et de remettre leurs projets communs à plus tard car il veut s'assurer de sa fidélité, persuadé que l'enfant qu'elle porte n'est pas de lui. Elle noie son chagrin dans l'alcool puis fait exploser sa révolte sur scène au cours d'une représentation du Ramayana : Janki/Sītā refuse devant Manish/Rāma de se lancer dans les flammes pour prouver sa loyauté comme le veut traditionnellement la pièce. Le public est scandalisé et la ferveur religieuse des villageois les incite à accuser Janki de blasphème. Purshotam promet de l'aider en échange de ses faveurs, ce qu'elle refuse énergiquement préférant affronter la foule qui la moleste, provoquant une fausse-couche. Vaidehi intervient, elle interpelle Purshotam et dévoile ses manigances devant sa femme. La jeune épouse trouve pour la première fois le courage de s'interposer et accompagne Vaidehi à la gare, lui permettant d'échapper à la police.
Le train est attaqué par des voleurs mais un inconnu, Bulwa (Ajay Devgan), intervient de façon musclée et secourt Vaidehi qui s'est évanouie. Il la confie Ramdulaari (Rekha), la sage-femme et bonne fée du village. Toujours à l'écoute de tous, elle consacre sa vie à venir en aide et défendre les autres. Son vœu le plus cher est de voir les femmes accéder à l'éducation et à l'autonomie, contrariant ainsi les intérêts de Gajendra (Danny Denzongpa) et Virendra (Gulshan Grover), potentats et mafieux locaux. Alors qu'elle se réveille, Vaidehi assiste à une triste scène : des parents déçus de voir naître une nouvelle petite fille se préparent à la noyer dans un bain de lait. Ramdulaari sauve le bébé in extremis et réprouve publiquement l'acte des parents. Alors que Gajendra apprend que sa fille est amoureuse de Prakash, jeune homme de caste inférieure et fils de Ramdulaari, Virendra reconnaît le portrait de Vaidehi lors du journal télévisé et prévient Raghu. Avertie que la vie de son fils est en danger, Ramdulaari trouve le courage de se rendre chez Gajendra. Elle y est frappée, violée et brûlée vive par Gajendra et ses hommes. Protégés par Bulwa, les jeunes amoureux s'enfuient en compagnie de Vaidehi.
Lors d'un grand meeting politique tenu par Virendra, Vaidehi révèle ses nombreux méfaits dans un discours éloquent et émouvant ; les femmes présentes l'assaillent et, plus tard, il est tué par Bulwa. Touché par l'intervention de sa femme, Raghu présente sincèrement ses excuses et lui demande de rentrer avec lui à New York.

## Fiche technique
Sauf indication contraire, les informations mentionnées dans cette section peuvent être confirmées par la base de données cinématographiques IMDb,  présente dans la section « Liens externes ».
- Titre : Lajja
- Titre original : लज्जा
- Réalisation : Rajkumar Santoshi
- Scénario : Rajkumar Santoshi
- Dialogues : Ranjit Kapoor, Rajkumar Santoshi
- Direction artistique : Nitish Roy
- Décors : Kishore Choksi
- Costumes : Abu Jani, Sandeep Khosla, Shagun, Anna Singh
- Maquillage : Pravin Banker
- Photographie : Madhu Ambat
- Montage : V. N. Mayekar
- Musique : Ilayaraja, Anu Malik
- Paroles : Sameer
- Production : Rajkumar Santoshi
- Société de production : Santoshi Productions
- Sociétés de distribution : B4U Entertainment, Eros Entertainment
- Sociétés d'effets spéciaux : Mantra Ramoji Film City, Mehboob Productions
- Pays d'origine :  Inde
- Langues : Hindi, anglais
- Format : Couleurs - 2,35:1 - DTS / Dolby Digital / SDDS - 35 mm
- Genre : Drame, policier
- Durée : 202 minutes (3 h 22)
- Dates de sorties en salles : 
  -  Inde : 31 août 2001

## Distribution
- Manisha Koirala : Vaidehi
- Madhuri Dixit : Janki
- Rekha : Ramdulaari
- Mahima Chaudhry : Maithili
- Anil Kapoor : Raju
- Jackie Shroff : Raghu
- Ajay Devgan : Bulwa
- Samir Soni : Manish
- Gulshan Grover : Virendra
- Danny Denzongpa : Gajendra
- Tinnu Anand : Purshotam

## Distinctions
| Date            | Distinction     | Catégorie                             | Nom           | Résultat   |
| --------------- | --------------- | ------------------------------------- | ------------- | ---------- |
| 11 janvier 2002 | Zee Cine Awards | Meilleure actrice dans un second rôle | Madhuri Dixit | Lauréat    |
| 11 janvier 2002 | Zee Cine Awards | Meilleur acteur dans un second rôle   | Ajay Devgan   | Nomination |
| 11 janvier 2002 | Zee Cine Awards | Meilleure actrice dans un second rôle | Rekha         | Nomination |
| 16 février 2002 | Filmfare Awards | Meilleur acteur dans un second rôle   | Ajay Devgan   | Nomination |
| 16 février 2002 | Filmfare Awards | Meilleure actrice dans un second rôle | Madhuri Dixit | Nomination |
| 16 février 2002 | Filmfare Awards | Meilleure actrice dans un second rôle | Rekha         | Nomination |
| 6 avril 2002    | IIFA Awards     | Meilleure actrice dans un second rôle | Madhuri Dixit | Nomination |
| 6 avril 2002    | IIFA Awards     | Meilleure actrice dans un second rôle | Rekha         | Nomination |